# Homohadena induta
Homohadena induta là một loài bướm đêm trong họ Noctuidae.